# Случ (река)
Случ (блр. Случ; рус. Случь) или често Северни Случ (блр. Паўночная Случ; рус. Северная Случь) је река у Белорусији и лева притока реке Припјат.
Случ извире испод Капиљске греде у централном делу Минске области одакле тече ка југу и улива се у реку Припјат (притока Дњепра) након 228 km тока. Укупна површина басена је 5.260 km². Надморска висина извора је 167,7 метара, а ушћа 123 м, тако да је укупан пад реке 44,7 метара, односно 0,21 м/км тока.
У највећем делу тока протиче кроз белоруско Полесје, односно кроз Слуцки, Салигорски, Житкавички и Лунињечки рејон. Иако је највећи део сливног подручја Случа замочварен (до 45% површине) на самој реци се налази јако мало језерскох површина (мање од 1%).
Највиши водостај је крајем марта и почетком априла и тада износи од 1,6 до 2,4 метра, максимално до 3 метра. Мрзне се од средине децембра до друге половине марта. Блузи варошице Старобин налази се вештачко Салигорско језеро. Највећи град који лежи на обалама Случа је Слуцк.
Највећи део тока је канализован и уређен. Најважније притоке су Морач и Весејка.